# Министерство туризма Египта
Министерство туризма Египта отвечает за туризм в Египте. 
Туризм является одной из важнейших отраслей экономики Египта. 12,8 миллионов туристов, посетивших Египет в 2008 году, обеспечили доходы почти на 11 млрд долларов. В этом секторе занято около 12 процентов рабочей силы Египта.
В 2016 году министр туризма выразил озабоченность и оптимизм в отношении туристов, возвращающихся в Египет после тяжелых лет, несмотря на теракт в отношении российского самолета в 2015 году.